# Rain (Lucerne)
Pour les articles homonymes, voir Rain.
Rain est une commune suisse du canton de Lucerne, située dans l'arrondissement électoral de Hochdorf. Outre le village de Rain, elle regroupe les hameaux de Gundelingen, Rüti et Sandblatten.

Vue aérienne (1952)

## Histoire
Au début du XIVe s., le village de Rain dépendait du bailliage habsbourgeois de Sempach, puis passa ensuite sous l'autorité du bailliage lucernois de Rothenburg jusqu'en 1798. Rain devint une commune en 1838.

## Monuments et curiosités
- L'église paroissiale Saint-Jacques-l'Ancien a été construite en 1853-54 d'après les plans d'Anton Blum. Le bâtiment, avec sa tournure néo-classique, est inspiré par l'église de Ruswil (modèle dit de Singer-Purtschert)[4],[5],[6],[7].